# LHA
En informática, LHA o LHARC es un algoritmo de compresión de archivos sin pérdida de información basado en el algoritmo LZSS, que, a su vez, se basaba en el LZ77 de James Storer y Thomas Szymanski (1982), seguido por una etapa de codificación Huffman dinámico. LHA se pronuncia como La.[cita requerida]
Se denomina también LHA a la herramienta para comprimir y descomprimir los archivos utilizados con dicho algoritmo, creando por defecto a los archivos comprimidos la extensión de *.lzh, siendo también suya la extensión propia *.lha. En ordenadores personales fue creada para ser utilizada solo a modo de comandos en consola.

## Historia
Haruyasu Yoshizaki desarrolló en los años 1988 en Japón el algoritmo de compresión de archivos LHA y creó una herramienta informática con el mismo nombre para comprimir y descomprimir archivos en dicho algoritmo, de libre distribución y código abierto llamándola originalmente LHArc.
Una versión más avanzada fue tentada a llamarse LHx, pero se llamó eventualmente con el nombre LH, ya que tuvo que ser renombrada finalmente por LHA al tener conflicto con el igual nombrado comando de MS-DOS 5.0 LH ("load high").
Los programas compresores ARJ y LHA han sido muy utilizados en el pasado, por lo que es posible que aún nos encontremos con archivos comprimidos con ellos. Funciona en modo de línea de comandos en ventana de consola, por lo que la falta de una interfaz gráfica ha contribuido a que no sea actualmente muy utilizado.
La mayoría de los descompresores reconocen y pueden descomprimir dichos formatos sin ninguna dificultad. El formato LHA es de los más utilizados en los ordenadores con AmigaOS y MorphOS. LHA Sigue siendo muy popular en Japón.